# 箕 (姓)
箕（き）は、漢姓の一つ。

## 朝鮮の姓
箕（き、キ、朝: 기）は、朝鮮人の姓の一つである。  

### 氏族
始祖は箕子朝鮮の箕子という。箕子の後裔には奇氏が別にあり、箕氏・奇氏は同源と思われる。《陶谷叢説》の 298姓の中には現れない。
| 氏族（地域） | 創始者 | 人数（2015年） |
| ------------ | ------ | -------------- |
| 平壌箕氏     |        | 25             |
| 幸州箕氏     |        | 28             |

### 人口と割合
1930年人口調査の時に3世帯慶北浦項、江原麟蹄、平南の徳川に1世帯ずつがあった。
| 年度   | 人口  | 世帯数 | 順位         | 割合 |
| ------ | ----- | ------ | ------------ | ---- |
| 1930年 |       | 3世帯  |              |      |
| 1960年 | 134人 |        | 258姓中185位 |      |
| 1975年 |       |        | 249姓中180位 |      |
| 2000年 |       |        |              |      |
| 2015年 | 56人  |        |              |      |